# Mistrovství Evropy ve fotbale 1960 (soupisky)
Soupisky Mistrovství Evropy ve fotbale 1960:
| Zlato                    | Stříbro               | Bronz                     |
| ------------------------ | --------------------- | ------------------------- |
| Sovětský svaz • Soupiska | Jugoslávie • Soupiska | Československo • Soupiska |

## Československo
Hlavní trenér: Rudolf Vytlačil

| Jméno              | Datum narození    | Datum úmrtí                        | Klub                   |          |
| Brankáři           | Brankáři          | Brankáři                           | Brankáři               | Brankáři |
| ------------------ | ----------------- | ---------------------------------- | ---------------------- | -------- |
| Justín Javorek     | 14. září 1936     | 15. září 2021 (ve věku 85 let)     | ČH Bratislava          |          |
| Viliam Schrojf     | 2. srpna 1931     | 1. září 2007 (ve věku 76 let)      | ŠK Slovan Bratislava   |          |
| Imrich Stacho *    | 4. listopadu 1931 | 10. ledna 2006 (ve věku 74 let)    | FC Spartak Trnava      |          |
| Obránci            |                   |                                    |                        |          |
| Ladislav Novák     | 5. prosince 1931  | 21. března 2011 (ve věku 79 let)   | Dukla Praha            |          |
| Ján Popluhár       | 12. září 1935     | 6. března 2011 (ve věku 75 let)    | ŠK Slovan Bratislava   |          |
| František Šafránek | 2. ledna 1931     | 27. června 1987 (ve věku 56 let)   | Dukla Praha            |          |
| Jiří Tichý         | 6. prosince 1933  | 26. srpna 2016 (ve věku 82 let)    | ČH Bratislava          |          |
| Jozef Bomba *      | 30. března 1939   | 27. října 2005 (ve věku 66 let)    | Tatran Prešov          |          |
| Záložníci          |                   |                                    |                        |          |
| Titus Buberník     | 12. října 1933    | 27. března 2022 (ve věku 88 let)   | ČH Bratislava          |          |
| Josef Masopust     | 9. února 1931     | 29. června 2015 (ve věku 84 let)   | Dukla Praha            |          |
| Anton Moravčík     | 3. června 1931    | 12. prosince 1996 (ve věku 65 let) | ŠK Slovan Bratislava   |          |
| Svatopluk Pluskal  | 28. října 1930    | 29. května 2005 (ve věku 74 let)   | Dukla Praha            |          |
| Útočníci           |                   |                                    |                        |          |
| Vlastimil Bubník   | 18. března 1931   | 6. ledna 2015 (ve věku 83 let)     | RH Brno                |          |
| Milan Dolinský     | 14. července 1935 |                                    | ČH Bratislava          |          |
| Andrej Kvašňák     | 19. května 1936   | 18. dubna 2007 (ve věku 70 let)    | Spartak Praha Sokolovo |          |
| Pavol Molnár       | 13. února 1936    | 6. listopadu 2021 (ve věku 85 let) | ČH Bratislava          |          |
| Ladislav Pavlovič  | 8. dubna 1926     | 28. ledna 2013 (ve věku 86 let)    | Tatran Prešov          |          |
| Josef Vacenovský   | 9. července 1937  | 4. prosince 2023 (ve věku 86 let)  | Dukla Praha            |          |
| Josef Vojta        | 19. dubna 1935    | 6. března 2023 (ve věku 87 let)    | Spartak Praha Sokolovo |          |

## Francie
Hlavní trenér: Albert Batteux

| Jméno               | Datum narození     | Datum úmrtí                        | Klub              |          |
| Brankáři            | Brankáři           | Brankáři                           | Brankáři          | Brankáři |
| ------------------- | ------------------ | ---------------------------------- | ----------------- | -------- |
| Georges Lamia       | 14. března 1933    | 10. března 2014 (ve věku 80 let)   | OGC Nice          |          |
| Jean Taillandier    | 22. ledna 1938     |                                    | Racing Club Paris |          |
| Obránci             |                    |                                    |                   |          |
| André Chorda        | 20. února 1938     | 18. června 1998 (ve věku 60 let)   | OGC Nice          |          |
| Robert Herbin       | 30. března 1939    | 27. dubna 2020 (ve věku 81 let)    | AS Saint-Étienne  |          |
| Robert Jonquet      | 3. května 1925     | 17. prosince 2008 (ve věku 83 let) | Stade Reims       |          |
| Bruno Rodzik        | 29. května 1935    | 12. dubna 1998 (ve věku 62 let)    | Stade Reims       |          |
| Robert Siatka       | 20. června 1934    |                                    | Stade Reims       |          |
| Jean Wendling       | 29. dubna 1934     |                                    | Stade Reims       |          |
| Záložníci           |                    |                                    |                   |          |
| René Ferrier        | 7. prosince 1936   | 15. září 1998 (ve věku 61 let)     | AS Saint-Étienne  |          |
| Jean-Jacques Marcel | 13. června 1931    | 3. října 2014 (ve věku 83 let)     | Racing Club Paris |          |
| Lucien Muller       | 3. září 1934       |                                    | Stade Reims       |          |
| Útočníci            |                    |                                    |                   |          |
| Yvon Douis          | 16. května 1935    | 28. ledna 2021 (ve věku 85 let)    | Le Havre AC       |          |
| François Heutte     | 21. února 1938     |                                    | Racing Club Paris |          |
| Paul Sauvage        | 17. března 1939    | 17. prosince 2019 (ve věku 80 let) | Stade Reims       |          |
| Michel Stievenard   | 21. září 1937      |                                    | RC Lens           |          |
| Jean Vincent        | 29. listopadu 1930 | 13. srpna 2013 (ve věku 82 let)    | Stade Reims       |          |
| Maryan Wisniewski   | 1. února 1937      | 3. března 2022 (ve věku 85 let)    | RC Lens           |          |

## Sovětský svaz
Hlavní trenér: Gavriil Kačalin

| Jméno                  | Datum narození     | Datum úmrtí                         | Klub              |          |
| Brankáři               | Brankáři           | Brankáři                            | Brankáři          | Brankáři |
| ---------------------- | ------------------ | ----------------------------------- | ----------------- | -------- |
| Vladimir Maslačenko    | 5. března 1936     | 28. listopadu 2010 (ve věku 74 let) | Lokomotiv Moskva  |          |
| Lev Jašin              | 22. října 1929     | 20. března 1990 (ve věku 60 let)    | Dynamo Moskva     |          |
| Obránci                |                    |                                     |                   |          |
| Givi Čocheli           | 27. června 1937    | 25. února 1994 (ve věku 56 let)     | FC Dinamo Tbilisi |          |
| Vladimir Kesarev       | 26. února 1930     | 19. ledna 2015 (ve věku 84 let)     | Dynamo Moskva     |          |
| Anatolij Krutikov      | 21. září 1933      | 8. listopadu 2019 (ve věku 86 let)  | Spartak Moskva    |          |
| Anatolij Masljonkin    | 29. června 1930    | 16. května 1988 (ve věku 57 let)    | Spartak Moskva    |          |
| Viktor Carjov          | 2. června 1931     | 2. ledna 2017 (ve věku 85 let)      | Dynamo Moskva     |          |
| Záložníci              |                    |                                     |                   |          |
| Igor Netto             | 9. ledna 1930      | 30. března 1999 (ve věku 69 let)    | Spartak Moskva    |          |
| Jurij Vojnov           | 29. listopadu 1931 | 22. dubna 2003 (ve věku 71 let)     | Dynamo Kyjev      |          |
| Útočníci               |                    |                                     |                   |          |
| German Apuchtin        | 12. června 1936    | 31. prosince 2003 (ve věku 67 let)  | CSKA Moskva       |          |
| Valentin Bubukin       | 23. dubna 1933     | 30. října 2008 (ve věku 75 let)     | Lokomotiv Moskva  |          |
| Valentin Kozmič Ivanov | 19. listopadu 1934 | 8. listopadu 2011 (ve věku 76 let)  | Torpedo Moskva    |          |
| Zaur Kalojev           | 24. března 1931    | 23. prosince 1997 (ve věku 66 let)  | FC Dinamo Tbilisi |          |
| Jurij Kovaljov         | 6. února 1934      | 25. září 1979 (ve věku 45 let)      | Dynamo Kyjev      |          |
| Micheil Meschi         | 12. ledna 1937     | 22. dubna 1991 (ve věku 54 let)     | FC Dinamo Tbilisi |          |
| Slava Metreveli        | 30. května 1936    | 7. ledna 1998 (ve věku 61 let)      | Torpedo Moskva    |          |
| Viktor Ponědělnik      | 22. května 1937    | 5. prosince 2020 (ve věku 83 let)   | SKA Rostov        |          |

## Jugoslávie
Hlavní trenér: Aleksandar Tirnanić

| Jméno               | Datum narození     | Datum úmrtí                        | Klub                   |          |
| Brankáři            | Brankáři           | Brankáři                           | Brankáři               | Brankáři |
| ------------------- | ------------------ | ---------------------------------- | ---------------------- | -------- |
| Milutin Šoškić      | 31. prosince 1937  | 27. srpna 2022 (ve věku 84 let)    | Partizan Bělehrad      |          |
| Blagoje Vidinić     | 11. června 1934    | 29. prosince 2006 (ve věku 72 let) | Radnički Bělehrad      |          |
| Obránci             |                    |                                    |                        |          |
| Tomislav Crnković   | 17. června 1929    | 17. ledna 2009 (ve věku 79 let)    | Dinamo Záhřeb          |          |
| Vladimir Durković   | 6. listopadu 1937  | 22. června 1972 (ve věku 34 let)   | Crvena zvezda Bělehrad |          |
| Fahrudin Jusufi     | 8. prosince 1939   | 9. srpna 2019 (ve věku 79 let)     | Partizan Bělehrad      |          |
| Žarko Nikolić       | 16. října 1936     | 22. srpna 2011 (ve věku 74 let)    | Vojvodina Novi Sad     |          |
| Záložníci           |                    |                                    |                        |          |
| Jovan Miladinović   | 30. ledna 1939     | 11. září 1982 (ve věku 43 let)     | Partizan Bělehrad      |          |
| Željko Perušić      | 23. března 1936    | 28. září 2017 (ve věku 81 let)     | Dinamo Záhřeb          |          |
| Branko Zebec        | 17. května 1929    | 26. září 1988 (ve věku 59 let)     | Crvena zvezda Bělehrad |          |
| Ante Žanetić        | 18. listopadu 1936 | 18. prosince 2014 (ve věku 78 let) | Hajduk Split           |          |
| Útočníci            |                    |                                    |                        |          |
| Milan Galić         | 8. března 1938     | 13. září 2014 (ve věku 76 let)     | Partizan Bělehrad      |          |
| Dražan Jerković     | 6. srpna 1936      | 9. prosince 2008 (ve věku 72 let)  | Dinamo Záhřeb          |          |
| Tomislav Knez       | 9. června 1938     |                                    | Borac Banja Luka       |          |
| Bora Kostić         | 14. června 1930    | 10. ledna 2011 (ve věku 80 let)    | Crvena zvezda Bělehrad |          |
| Željko Matuš        | 9. srpna 1935      |                                    | Dinamo Záhřeb          |          |
| Muhamed Mujić       | 25. dubna 1933     | 20. února 2016 (ve věku 82 let)    | Velež Mostar           |          |
| Dragoslav Šekularac | 8. listopadu 1937  | 5. ledna 2019 (ve věku 81 let)     | Crvena zvezda Bělehrad |          |